# Dipleurula
Die Dipleurula ist die abstrahierte Grundform der Larve der Stachelhäuter (Echinodermata).
Aus der Dipleurula lassen sich alle heute bekannten Formen der Larven von Stachelhäutern ableiten. Darunter fallen die Bipinnaria und die Brachiolaria der Seesterne, die Auricularia der Seewalzen und die Plutei der Seeigel und der Schlangensterne. Auch die Doliolaria der primär festsitzenden Pelmatozoa (Seelilien und Haarsterne) lassen sich auf das gleiche Grundmuster zurückführen, auch wenn sie keine Mundöffnung haben.
Die Dipleurula ist planktotroph (planktonfressend) und hat einen bilateralsymmetrischen Körperbau mit einer ventralen (bauchseitigen) Mundbucht, die von einem Wimpernband umgeben ist. Auch die Afteröffnung liegt ventral.